# Океанијски Куп нација у рукомету
Океанијски Куп нација у рукомету за мушкарце одржава се од 2004. године сваке друге године у организацији ОХФ Окенијске рукометне федерације. Куп нација је уједно и квалификациони турнир за пласман за учешће на Светском првенству.
У федерацију је учлањено 8 савеза, 5 редовних и 3 придружена члана, на је сустем играња у купу различит. Ако се пријави 6 и више репрезентација игра се у две групе и утакмице за пласман, ако их је мање од 6 игра се по лига систему и једној групи, без финалне утакмице.
| 2004 Детањи | Сиднеј, Аустралија | Аустралија      | 28 - 19 | Нова Каледонија | Француска Полинезија | 34 - 29 | Нови Зеланд   | 6 |
| 2006 Детањи | Сиднеј, Аустралија | Аустралија      |         | Нова Каледонија | Нови Зеланд          |         | Кукова Острва | 5 |
| 2008 Детањи | Нови Зеланд        | Нова Каледонија |         | Аустралија      | Кукова Острва        |         | Нови Зеланд   | 4 |

## Биланс медаља
(стање после 2008)
|    | Екипа                | Злато | Сребро | Бронза | Укупно |
| -- | -------------------- | ----- | ------ | ------ | ------ |
| 1. | Аустралија           | 2     | 1      | 0      | 3      |
| 2. | Нова Каледонија      | 1     | 2      | 0      | 3      |
| 3. | Нови Зеланд          | 0     | 0      | 1      | 1      |
| 4. | Француска Полинезија | 0     | 0      | 1      | 1      |
| 5. | Кукова Острва        | 0     | 0      | 1      | 1      |
|    | Укупно (5)           | 3     | 3      | 3      | 9      |